# Rathaus Zierenberg

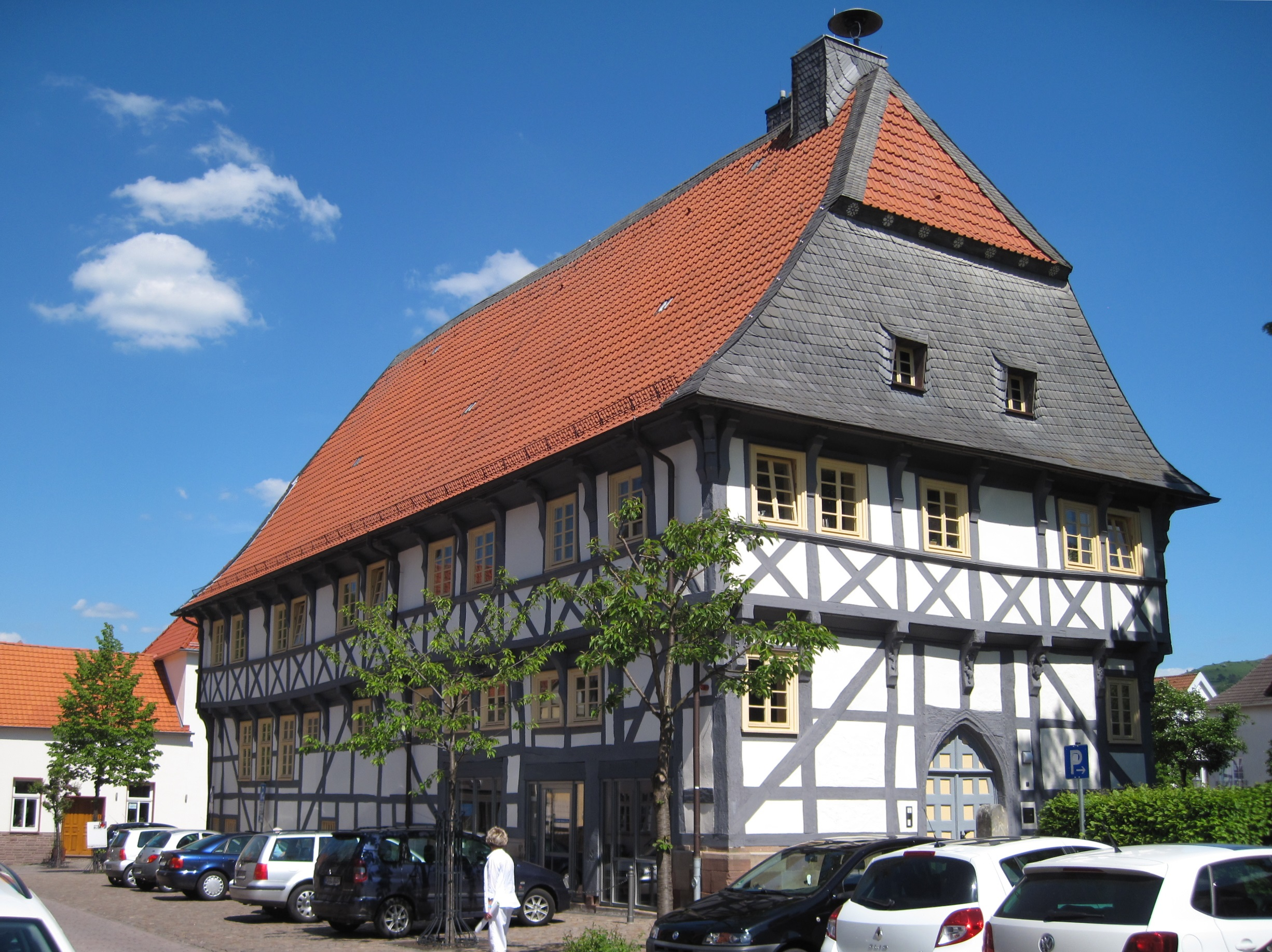
Rathaus Zierenberg

Das Rathaus ist ein denkmalgeschütztes Bauwerk in Zierenberg, einer Kleinstadt im Landkreis Kassel (Hessen).

## Beschreibung
Das mit einem hohen Krüppelwalmdach bedeckte Fachwerkhaus wurde 1450 von Heinrich Brant erbaut. Das Erdgeschoss wurde in Ständerbauweise errichtet. Die Ständer des darüber gebauten, auskragenden Obergeschosses stehen auf Knaggen. Die Gefache unterhalb der Fenster, je 16 auf den Längsseiten und je 6 auf den Schmalseiten sind mit Andreaskreuzen versehen. Für das Portal im Süden zum Marktplatz wurde im 19. Jahrhundert eine doppelläufige Freitreppe angelegt. Im Erdgeschoss als auch im Obergeschoss befanden sich ursprünglich Säle, die die gesamte Gebäudelänge einnahmen. Im Erdgeschoss befand sich die Markthalle, heute ist dort der Ratskeller. Das Obergeschoss ist heute in mehrere Räume aufgeteilt.